# Cavargna
Cavargna är en ort och kommun i provinsen Como i regionen Lombardiet i Italien. Kommunen hade 208 invånare (2018).